# Desa Sumberpakem (administrativ by i Indonesien, lat -8,06, long 113,88)
Desa Sumberpakem är en administrativ by i Indonesien.   Den ligger i provinsen Jawa Timur, i den sydvästra delen av landet, 800 km öster om huvudstaden Jakarta.